# Acidi grassi insaturi

L'acido oleico è un esempio di Acido grasso insaturo

Gli acidi grassi insaturi sono dei grassi in cui sono presenti doppi o tripli legami nella catena carboniosa; a loro volta si suddividono in 3 diversi tipi: monoinsaturi, polinsaturi, acetilenici.

## Acidi grassi monoinsaturi o mono enoici
Sono definiti acidi grassi monoinsaturi o monoenoici se è presente un solo doppio legame C=C (ad esempio acido oleico C 18:1).
Sebbene ne siano stati identificati oltre 100, la maggior parte di questi in natura sono molto rari.
L’acido oleico, un acido grasso monoinsaturo a lunga catena, è di gran lunga l’acido grasso più diffuso e abbondante (in pochi grassi è presente con valori inferiori al 10%). Il contenuto più alto si ritrova nell’olio extravergine di oliva, circa il 60-70%, ma è presente anche nell’olio di noci e nelle mandorle (abbondante), nell’olio di colza, in quello di sesamo, nel burro di cacao, nel lardo e, in misura minore, nel sego e negli oli di palma, cartamo e di soia.
Nella dieta umana gli acidi grassi monoinsaturi sono rappresentati quasi esclusivamente dall’acido oleico tranne nel caso in cui ci sia un largo consumo di pesce o di olio di colza, nel qual caso si ritrovano anche moderate quantità di acidi grassi monoinsaturi con 20 e 22 atomi di carbonio.

## Acidi grassi polinsaturi o polienoici
Sono definiti acidi grassi polinsaturi o polienoici se sono presenti due o più doppi legami C=C (ad esempio acido linoleico C 18:2, acido linolenico C 18:3, acido arachidonico C 20:4).
A seconda delle posizioni relative dei doppi legami, questi acidi grassi insaturi possono essere suddivisi in tre categorie:
- coniugati, se i doppi legami si alternano a legami singoli (-C=C-C=C-);
- non coniugati se i doppi legami sono separati da uno o più atomi di carbonio con soli legami singoli, di solito in una disposizione metilene-interrotta (-C=C-C-C=C-);
- il terzo gruppo in cui i doppi legami non sono del tutto in una disposizione metilene-interrotta (si ritrova in alcuni microrganismi, in lipidi ottenuti da animali marini e in alcuni oli di semi).

Anche se esistono dieni coniugati, esempi sono acido sorbico (acido 2,4-esadienoico) o l’acido trans-2-cis-4-decadienoico, un componente dell’aroma della pera Williams, (pera Bartlett negli Stati Uniti e in Canada), questi sono abbastanza rari.
Tra gli acidi grassi polinsaturi coniugati, i più comuni sono trieni, ma sono presenti in piccola quantità nei grassi animali e sono abbondanti solo in pochi oli di semi.

## Acidi acetilenici
Sono definiti acidi acetilenici se sono presenti uno o più tripli legami.
Hanno una catena carboniosa lineare caratterizzata dalla presenza di uno o più tripli legami carbonio-carbonio.
Si ritrovano raramente in grassi ed oli non trattati, essendo presenti solo in alcuni muschi e in un certo numero di oli di semi non comuni.